# 2-Méthylbut-2-ène
Le 2-méthylbut-2-ène ou 2-méthyl-2-butène (ou encore amylène) est un hydrocarbure alcénique de formule semi-développée CH3-CH=C(CH3)2. C'est un isomère du pentène.

## Synthèse
Total et Gevo ont développé un procédé catalytique pour transformer les alcools de fusel en amylène.

## Utilisation
Le 2-méthylbut-2-ène est utilisé pour piéger l'acide hypochloreux généré dans l'oxydation de Pinnick.
Le 2-méthylbut-2-ène peut former un nitrosate qui est une huile bleue qui forme deux types de cristaux de dimères, des cubes et des aiguilles.